# Paedembia afghanica
Paedembia afghanica  (лат.) — вид эмбий из семейства Paedembiidae. Эндемик Афганистана. Типовые экземпляры найдены в 50 км южнее Герата (на высоте около 1700 м, около дороги на Кандагар, Западный Афганистан) и в 90 км к востоку от Герата. Длина тела 18 мм. Усики самцов 23-члениковые. Грудь, ноги и брюшко самцов нимфоидные. Строят свои шёлковые галереи на кустарниках Artemesia, где собирают остатки листьев. Единственный представитель рода Paedembia. 
Вид был обнаружен ещё в 1970 году американским энтомологом Эдвардом Россом (англ. Edward S. Ross; Department of Entomology, California Academy of Sciences, Сан-Франциско) во время его экспедиции в Афганистан, но описан им только в 2006 году. Вместе с видом Badkhyzembia krivokhatskyi Gorochov and Anisyutkin, 2006 выделен в отдельное семейство Paedembiidae Ross, 2006.